# Ред-Бридж (Тасмания)
Ред-Бридж, или Красный мост (англ. Red Bridge), — исторический мост на востоке центральной части острова Тасмания (Австралия), пересекающий реку Элизабет (Elizabeth River) и находящийся в небольшом городе Кэмпбелл-Таун, расположенном примерно в 134 км севернее Хобарта и в 68 км юго-восточнее Лонсестона. 

## География
Через мост Ред-Бридж проходит автомобильная дорога  Мидленд-Хайвей (Midland Highway), соединяющая столицу штата Тасмания Хобарт с Лонсестоном — вторым по величине городом Тасмании, находящимся недалеко от северного побережья острова. Ред-Бридж считается самым старым мостом из тех, которые до сих пор используются в системе национальных автомагистралей Австралии. 
Мост Ред-Бридж пересекает реку Элизабет в её нижнем течении, где она течёт с востока на запад, недалеко от места её впадения в Маккуори. В свою очередь, река Маккуори является притоком реки Саут-Эск, которая у Лонсестона впадает в эстуарий Теймар, соединяющийся с Бассовым проливом.

## История
Строительство моста Ред-Бридж началось в 1836 году, а было завершено в июле 1838 года. Практически полностью построенный с использованием труда заключённых, Ред-Бридж является самым старым из сохранившихся арочных мостов из красного кирпича в Австралии.  Предполагается, что мост был спроектирован Джеймсом Блэкберном (James Blackburn) — архитектором из Мельбурна, который сам отбывал наказание за подделку документов.   
Мост Ред-Бридж состоит из трёх пролётов (арок), каждая примерно 7.6 м в длину. Для строительства моста потребовалось около 1.25 миллиона (по другим данным, 1.5 миллиона) кирпичей, которые были изготовлены в Кэмпбелл-Тауне. Сначала мост был построен на сухом месте в стороне от реки, а затем течение реки было перенаправлено под арки моста, для чего заключённым пришлось прорыть примерно по километру нового русла по обеим сторонам моста.